# Pancé
Pancé is een gemeente in het Franse departement Ille-et-Vilaine (regio Bretagne). De plaats maakt deel uit van het arrondissement Redon. Pancé telde op 1 januari 2022 1.171 inwoners.

## Geografie
De oppervlakte van Pancé bedroeg op 1 januari 2022 19,33 vierkante kilometer; de bevolkingsdichtheid was toen 60,6 inwoners per km².

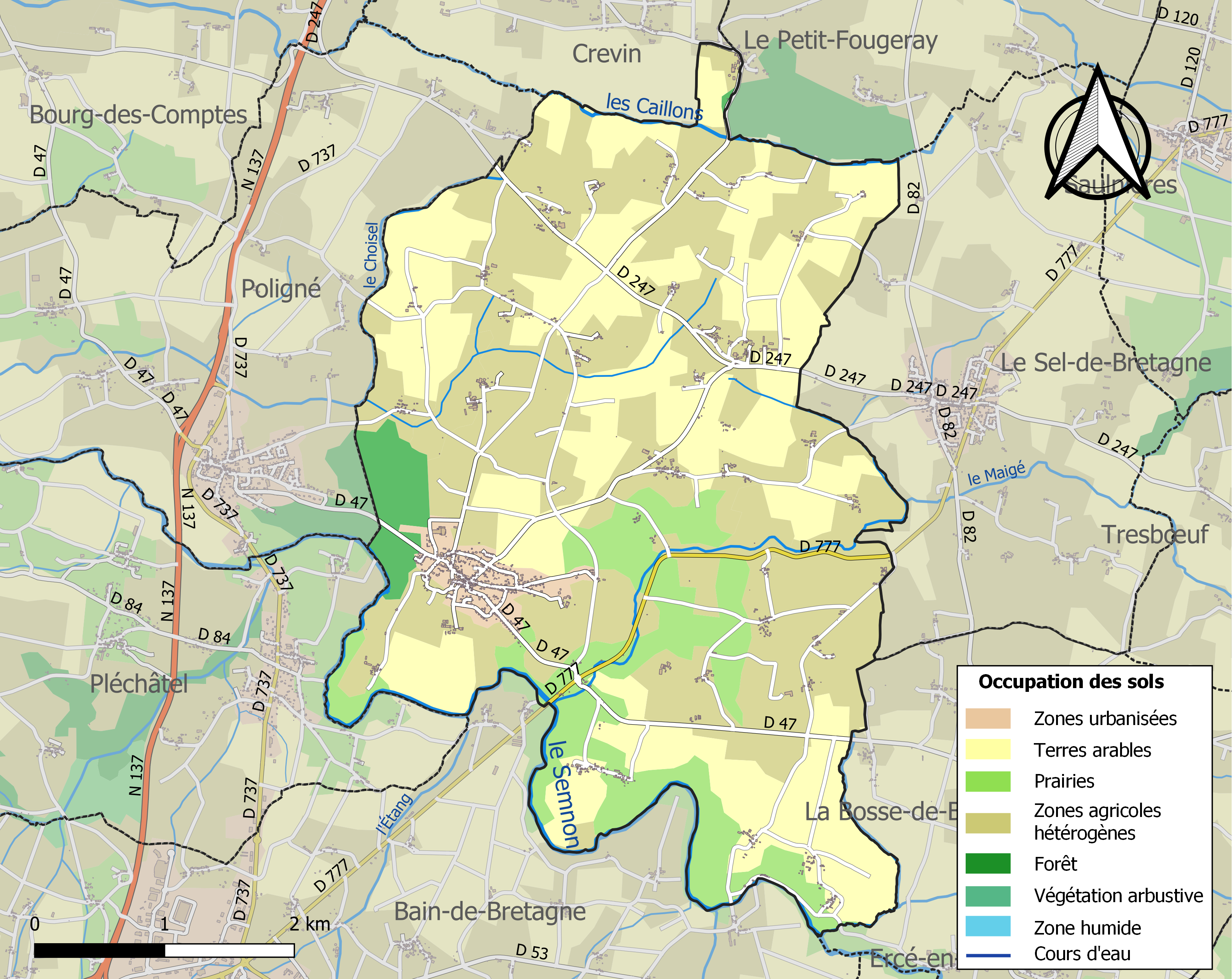
Kaart van de gemeente met belangrijkste infrastructuur, bodemgebruik en omliggende gemeenten

## Demografie
Onderstaande figuur toont het verloop van het inwonertal (bron: INSEE-tellingen).